# Лаго Албано
Лаго Албано (на италиански: Lago Albano или Lago di Castel Gandolfo) е езеро в планините Албани в регион Лацио в Средна Италия, югоизточно от Рим. На брега му е разположен град Кастел Гандолфо.
То се е образувало преди 69 000 години в калдерата на угаснал вулкан. Езерото е с обиколка 10 км, с повърхност от 6 км² и дълбоко до 170 м.
През времето на Римската империя се казва Albanus Lacus. На западния бряг на езерото, на скалистия хълм на планината Албани, където е днешния Кастел Гандолфо, лятната резиденция на папите, се намира Алба Лонга.